# حوزه انتخابیه سوم کارولینای شمالی
حوزه انتخابیه سوم کارولینای شمالی یک حوزه انتخابیه مجلس نمایندگان آمریکا است که در ایالت کارولینای شمالی قرار دارد.